# Porta Sant'Antolino
La porta Sant'Antolino è una delle cinque porte d’accesso alla città di Melfi. Inserita all’interno sistema difensivo medievale, rappresenta ancora oggi una preziosa testimonianza della stratificazione storica ed architettonica delle fortificazioni cittadine, malgrado lo stato di abbandono in cui versa.

## Storia
La porta venne edificata presumibilmente intorno al 1350, anno in cui gli Acciaiuoli ottennero in feudo la città dagli Angioini. La sua costruzione si colloca in un periodo di intensi interventi di riorganizzazione urbana e rafforzamento della struttura difensiva, fortemente voluti da Niccolò Acciaiuoli, conte di Melfi. Collocata lungo il versante orientale, permetteva l’accesso ad un’area occupata da orti non ancora edificati che, nei decenni successivi, avrebbero conosciuto un progressivo sviluppo urbanistico, culminato nella nascita del quartiere noto come “Terra Nova”, abitato da una comunità albanese giunta in città a seguito della caduta di Costantinopoli nel 1453.
Nel corso del XV secolo, sotto il dominio di Troiano Caracciolo, l’intero tratto orientale delle mura fu oggetto di importanti lavori di ampliamento e rafforzamento, utili a renderlo resistente alle nuove armi da fuoco. Malgrado ciò, durante l’assedio di Melfi del 1528, si ritiene che alcune famiglie della città (Tisbi, Gallo, Mandina), approfittando della momentanea assenza dei soldati posti a sua difesa, impiegati a sedare i tumulti scoppiati tra la popolazione spaventata dalla batteria dei cannoni che incessantemente provavano a fare breccia, avrebbero aperto l’ingresso, consentendo alle truppe francesi di entrare in città.
La prima porta S.Antolino venne costruita in età normanna ma era situata a centinaia di metri più ad ovest. Si è orientati a pensare che sorgesse presso l'attuale via Ruggero. Ma la zona ha subito tanti e tali cambiamenti che è impossibile individuare la posizione. Poi, l'espansione cittadina portò all'espansione muraria verso est. Con essa anche l'espansione delle mura seguì la stessa storia.
Nei secoli successivi, la porta perse progressivamente la sua funzione strategica. Con il declino delle necessità difensive e le trasformazioni urbanistiche tra Settecento e Ottocento venne, di fatto, lasciata ai margini della viabilità cittadina. Nel corso del Novecento, venne murata per motivi di sicurezza, finendo per essere gradualmente inglobata dalla vegetazione. Nel gennaio 2021, l’abbandono prolungato e la mancanza di manutenzione hanno portato al cedimento di circa quattro metri di mura, con una frana che fortunatamente ha risparmiato l’ingresso. Per evitare ulteriori danni, l’intero tratto è stato puntellato.

## Architettura
Nonostante la struttura sia murata e in precarie condizioni, è ancora possibile distinguerne l’arco originario, un’apertura a tutto sesto in pietra lavica, inserita all’interno di una muratura, anch’essa in pietra locale. A differenza delle altre porte, quella di Sant’Antolino non era dotata di torrioni laterali, ma presentava un carattere più sobrio, funzionale alla sua collocazione orientale.